# Pseudonesticus spinosus
Espèce
Pseudonesticus spinosus est une espèce d'araignées aranéomorphes de la famille des Nesticidae.

## Distribution
Cette espèce est endémique du Guizhou en Chine,. Elle se rencontre dans le xian de Suiyang dans la grotte Mahuang.

## Description
Le mâle holotype mesure 1,78 mm et la femelle paratype 1,82 mm.

## Publication originale
- Lin, Ballarin & Li, 2016 : A survey of the spider family Nesticidae (Arachnida, Araneae) in Asia and Madagascar, with the description of forty-three new species. ZooKeys, no 627, p. 1-168.